# Chiesa di San Francesco d'Assisi a Ponte Sisto
La chiesa di San Francesco d'Assisi a Ponte Sisto, anche nota come San Francesco dei Mendicanti, era una chiesa di Roma che si trovava dove oggi si trova il lungotevere dei Vallati, nel rione Regola, a est dell'estremità settentrionale del ponte Sisto. Era dedicata a San Francesco d'Assisi. La struttura venne demolita nel 1879 per permettere la costruzione della muraglia di contenimento del fiume Tevere (i muraglioni) e delle nuove strade marginali (i lungoteveri).

## Storia

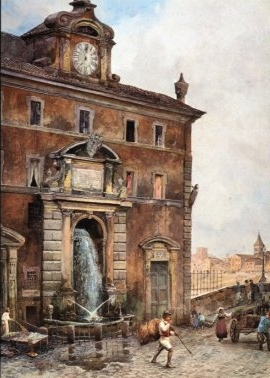
La chiesa e il fontanone dei Cento Preti in un acquerello di Ettore Roesler Franz (1880 circa).

Nel 1586, il papa Sisto V fece costruire l'ospizio dei Mendicanti, un ospizio per i mendicanti e i pellegrini, nelle vicinanze del ponte Sisto, su indicazione dell'Ordine di Malta. Nello stesso periodo, fu costruita in quel luogo una chiesa dedicata a San Francesco su progetto di Domenico Fontana e sotto la direzione di Giacomo Mola. Accanto all'entrata del luogo di culto venne eretta una fontana scolpita da Giovanni Vasanzio. La chiesa venne inaugurata nel 1587, nel secondo anno del pontificato di Sisto V.
Nel diciottesimo secolo, la chiesa e parte dell'ospizio furono affidati alla Congregazione dei Cento Preti, che trasformò la struttura in un ospedale per i suoi sacerdoti. Il 29 maggio del 1835, il pontefice affidò la chiesa e l'ospizio all'ordine gerosolimitano. Nel 1841, l'Ordine trasformò il complesso in un ospedale militare, nel quale, tra gli altri, lavorò Vincenzo Pallotti.
Tutto il complesso fu demolito nel 1879 per permettere la costruzione del lungotevere dei Vallati. La fontana dei Cento Preti venne spostata dall'altra parte del Tevere, nella piazza di Ponte Sisto a Trastevere. Lo splendido tetto di legno a cassettoni con lo stemma di Sisto V fu preservato e installato nella chiesa di Santa Caterina della Rota, dove si trova tuttora.

## Descrizione

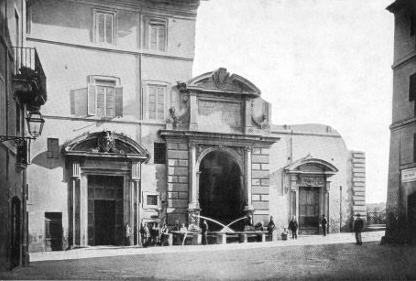
Una foto della chiesa nel 1879, l'anno della sua demolizione.

Il luogo dove stava la chiesa oggi è occupato dal marciapiede pedonale del lato del fiume del lungotevere, più la corsia della strada subito accanto ad esso. La linea della facciata è segnata dall'estremità ovest delle strisce pedonali, che continua la linea delle facciate degli edifici del lato est della via dei Pettinari.
Il portale della chiesa era coronato da un frontone segmentato con una croce. La chiesa propriamente detta aveva una pianta rettangolare senza un'abside. L'altare maggiore ospitava una tela di Gaspare Celio che rappresentava le Stimmate di San Francesco d'Assisi. L'altare del lato sinistro era dedicato alla Vergine Maria e c'era un dipinto della Nostra Signora del Rosario di Terenzio d'Urbino. Quello di destra era dedicato a San Giovanni il Battista, che era il patrono dell'Ordine di Malta. Inoltre, la chiesa presentava anche un dipinto del papa Sisto V come fondatore della congregazione.